# Curros (Valpaços)
Curros is een plaats (freguesia) in de Portugese gemeente Valpaços en telt 212 inwoners (2001).